# گمینا واجتسه
گمینا واجتسه (به لهستانی:  Gmina Ładzice) یک گمینا در لهستان است که در شهرستان رادومسکو واقع شده‌است. گمینا واجتسه ۸۲٫۷۲ کیلومتر مربع مساحت و ۴٬۹۲۸ نفر جمعیت دارد.